# Cavenago d'Adda
Cavenago d'Adda est une commune italienne de la province de Lodi dans la région Lombardie en Italie.

## Administration
| Période                                  | Période | Identité | Étiquette | Qualité |
| ---------------------------------------- | ------- | -------- | --------- | ------- |
|                                          |         |          |           |         |
| Les données manquantes sont à compléter. |         |          |           |         |

### Hameaux
Caviaga, Soltarico

### Communes limitrophes
Corte Palasio, Abbadia Cerreto, Casaletto Ceredano, Credera Rubbiano, San Martino in Strada, Turano Lodigiano, Mairago, Ossago Lodigiano